# Lénine
Lénine o Lénino (en ruso: Ленино; en ucraniano: Леніне; en tártaro de Crimea: Yedi Quyu) es un asentamiento de tipo urbano en el este de la Crimea. Forma parte del República Autónoma de Crimea de Ucrania y reclamada por la República de Crimea en Rusia. Su soberanía está discutida con Ucrania, ya que esta no reconoce el referéndum de 2014 sobre su anexión a Rusia. Se encuentra en la parte suroeste de la península de Kerch. Es el centro administrativo del Raión de Lenine.
Su nombre en tártaro de Crimea "Yedi Quyu" significa «Siete Pozos». Hasta 1957, era conocido como "Sem Kolódezey" que también significa «Siete Pozos», pero luego recibió el nombre de Vladímir Lenin en su honor, hasta que fue cambiado a su actual nombre y designado como una Comuna.
Lenin, en sus planes de desarrollo de Crimea construyó el canal de Crimea del Norte en la década de los 60. Dicho canal pasa por esta comuna urbana, hecho que ayudó en su época y dio un impulso en la economía de la zona.

## Población
| 1926 | 1939  | 1959  | 1970  | 1979  | 1989  | 2001  | 2009  | 2010  | 2011  | 2012  | 2013  |
| ---- | ----- | ----- | ----- | ----- | ----- | ----- | ----- | ----- | ----- | ----- | ----- |
| 372  | 1.074 | 3.094 | 5.120 | 7.732 | 8.681 | 8.617 | 7.964 | 7.926 | 7.936 | 7.910 | 7.881 |

Según el censo de 2001, la población se compone de 63,9% rusos; 19,3% ucranianos y 12,5% tártaros de Crimea. Sin embargo, el 93,3% de los habitantes habla ruso.